# Рачук, Владимир Сергеевич
Владимир Сергеевич Рачук (род. 11 июля 1936 года, Пермь, Пермская область, СССР) — советский и российский учёный, инженер-конструктор жидкостных ракетных двигателей для ракет космического и стратегического назначения. Генеральный директор — генеральный конструктор АО «Конструкторское бюро химавтоматики» (1993—2015 гг.), председатель научно-технического совета интегрированной структуры «НПО «Энергомаш» имени академика В. П. Глушко». Доктор технических наук, профессор, академик Международной академии астронавтики, Академии космонавтики им. К. Э. Циолковского. Заслуженный конструктор РФ. Лауреат Государственной премии РФ, премии Правительства РФ.

## Биография
1954—1959 — учёба в Воронежском инженерно-строительном институте (ВИСИ).
1956 — добровольцем проходил учебную практику на целине, где принимал участие в уборке первого целинного урожая;
1959—1963 — мастер, прораб, старший прораб строительного управления Назаровской ГРЭС Канско-Ачинского угольного бассейна.
1961 — секретарь комитета комсомола ударной комсомольской стройки Назаровской ГРЭС.
1963 — вернулся в Воронеж, поступил на работу прорабом к военным строителям (п/я 76), работающим на территории Воронежского механического завода (ВМЗ) и предприятия п/я 20 (ныне КБХА).
1963 — старший инженер отдела капитального строительства ВМЗ, по собственной инициативе переведен в цех № 55 ВМЗ по сборке жидкостных ракетных двигателей на должность слесаря-сборщика.
1963 — зачислен сразу на 4-й курс факультета двигателей летательных аппаратов Воронежского политехнического института (ныне ВГТУ).
1964 — принят на работу в ОКБ-154 (ныне КБХА) в отдел 102 на должность старшего техника-конструктора.
С 1964 года под руководством специалистов ОКБ-154 В. П. Козелкова, В. А. Ежова, В. Я. Зиземского принял участие в работах по завершению создания ЖРД 8Д43 для боевой двухступенчатой стратегической ракеты УР-200 (8К81) ОКБ-52 В. Н. Челомея; ЖРД 8Д411/412 для двухступенчатой ракеты УР-500, получившей впоследствии название «Протон».
В 1965 году приступил к разработке в составе специально созданного отдела первого в стране ядерного ракетного двигателя, отвечал за создание систем защиты от радиационного воздействия ядерного реактора на людей и оборудование перспективного орбитального комплекса, а также предохранения водородного бака ракеты от перегрева и взрыва.
С 1974 года приступил к созданию в составе группы инженеров маршевого кислородно-водородного жидкостного ракетного двигателя РД-0120 (11Д122) тягой 200 тонн для сверхтяжелой космической ракеты-носителя «Энергия».
1977 — защитил кандидатскую диссертацию по специальности «Ядерные энергетические установки» в Физико-энергетическом институте в Обнинске на тему «Радиационная защита ядерного ракетного двигателя».
1978 — на Семипалатинском ядерном полигоне успешно проведена серия огневых испытания ядерного ракетного двигателя, в создание которого внес вклад В. С. Рачук.
1979 — на правах главного конструктора стал техническим руководителем огневых испытаний двигателя РД-0120 (11Д122) в г. Загорске.
1981 — в октябре приказом Министра общего машиностроения СССР С. А. Афанасьева назначен главным конструктором ЖРД 11Д122.
1987 — сверхтяжелая РН «Энергия» на космодроме Байконур успешно проходит первое летное испытание с ЖРД 11Д122 (связка из четырёх двигателей в составе маршевой ступени отработала по заданной программе полета).
1988 — сверхтяжелая РН "Энергия с ЖРД 11Д122 обеспечивает успешный запуск многоразового космического корабля «Буран».
1991 — 11 июня в составе делегации КБХА В. С. Рачук выступил с первым в истории КБХА зарубежным докладом во Франции на конференции «Ракетные двигатели в перспективе до 2010 года».
1992 — 25 декабря назначен заместителем главного конструктора КБХА А. Д. Конопатова.
1993 — 10 июня после проведения первых в истории предприятия выборов руководителя на конференции трудового коллектива получает поддержку в 85 % и назначается генеральным конструктором и начальником КБХА. С 1993 года начинается сотрудничество с фирмами SEP (Франция), Аэроджет (США), Рокетдайн (США).
В 1993—1998 годах по инициативе В. С. Рачука в КБХА был проведен большой объём проектных, расчетно-исследовательских и экспериментальных работ по созданию трехкомпонентного двигателя РД-0750 на базе двигателя 11Д122.
С 1993 года руководил разработкой первого нового в постсоветской России жидкостного ракетного двигателя 14Д23 (РД0124).
С 1994 года начинается сотрудничество КБХА и американской компании «Пратт-Уитни». В рамках работы с этой компанией КБХА выполнило ряд разработок по кислородно-водородным двигателям для перспективных ракет-носителей, на базе которых впоследствии был создан ЖРД РД-0146, а также другим направлениям.
1994 — обеспечил в короткие сроки разработку совместно с ЦИАМ им. Баранова. экспериментального гиперзвукового прямоточного воздушно-реактивного двигателя (ГПВРД) 58Л, который в 1998 году прошел успешные летные испытания, обеспечив достижение скорости в условиях атмосферы 6,5 Маха. Впервые в мире сгорание водорода как компонента топлива проходило в сверхзвуковом потоке.
1994 — защитил докторскую диссертацию на тему "Создание маршевого кислородно-водородного ЖРД 11Д122 для второй ступени ракеты-носителя «Энергия».
1997 — начало создания под руководством В. С. Рачука ЖРД РД-0146 — первого в России, спроектированного по безгазогенераторной схеме с обеспечением многократного запуска в полете для перспективных КВРБ РН «Протон» и «Ангара». В этом же году начаты работы по созданию производства жидкого водорода на испытательном комплексе КБХА.
1999 — приступил к обеспечению модернизации ЖРД РД-0243 (наиболее совершенного из всех существующих двигателей данного класса) для ракеты морского базирования РСМ-54 («Синева»). В этом же году обеспечил начало работ по созданию ЖРД, работающего на сжиженном природном газе и жидком кислороде.
2000 — возглавил кафедру ракетных двигателей Воронежского государственного технического университета.
2004 — принял личное участие в летных испытаниях «Синевы», в том числе участвовал в морском походе на подводной лодке проекта 667 БДРМ с запуском ракеты РСМ-54.
2004 — между КБХА и итальянской компанией AVIO заключен договор о создании совместного кислородно-метанового ЖРД для верхней ступени перспективной европейской РН легкого класса «Лира».
26 декабря 2006 — первое летное испытание РН «Союз-2.1б» с ЖРД 14Д23 разработки КБХА проходит успешно. В космос выводится европейский космический телескоп «Коро». На 31.12.2017 проведен 41 успешный полет РН с ЖРД 14Д23.
2007 — модернизированная ракета РСМ-54 «Синева» принята на вооружение.
2007 — успешно проведена серия наземных огневых испытаний ЖРД РД-0146 на компонентах топлива «кислород-метан».
2010 — начало экспериментальной отработки в КБХА нового рулевого ЖРД 14Д24 (РД0110Р). В этом же году по инициативе В. С. Рачука в КБХА начаты работы по новому направлению — электроракетным двигателям.
2011 — первый пуск РН «Союз-СТБ» с ЖРД 14Д23 разработки КБХА с Гвианского космодрома Куру (Франция).
2013 — проведены первые летные испытания РН «Союз-2.1в» с ЖРД 14Д24 разработки КБХА проведены успешно. Также проведекны первые огневые испытания созданного в КБХА опытного электроракетного двигателя мощностью 500 ватт.
2014 — первые летные испытания РН «Ангара» в двух модификациях легкого и тяжелого классов с ЖРД РД0124А разработки КБХА проведены успешно.
2015 — В. С. Рачук назначен председателем Научно-технического совета интегрированной структуры «НПО Энергомаш им. В. П. Глушко».
2019 — В.С. Рачук назначен советником генерального директора госкорпорации "Роскосмос".

## Награды и премии
- Медаль «В ознаменование 100-летия со дня рождения Владимира Ильича Ленина» (1970)
- Заслуженный конструктор Российской Федерации (21 сентября 1994) — за заслуги в области машиностроения и многолетний добросовестный труд
- Медаль «300 лет российскому флоту» (1996)
- Орден «За заслуги перед Отечеством» IV степени (1996)
- Государственная премия Российской Федерации (1997)
- Премия Правительства РФ в области науки и техники (2001)
- Золотая медаль им. академика В. Ф. Уткина (2006)
- Почётный гражданин города Воронежа (2006)
- Орден «За заслуги перед Отечеством» III степени (2011)[4]
- Премия Правительства РФ в области науки и техники (2011)
- Почетный гражданин Воронежской области (2011)
- Благодарность Президента Российской Федерации (2012)
- Медаль «За труды во благо земли Воронежской» (9 июля 2021) — за большой личный вклад в социально-экономическое развитие Воронежской области и в связи с 85-летим со дня рождения
- Орден Гагарина (2 мая 2024) — за большой вклад в развитие отечественной космонавтики и многолетнюю добросовестную работу[5]